# Майолати-Спонтини
Майолати-Спонтини (итал. Maiolati Spontini) — коммуна в Италии, располагается в регионе Марке, в провинции Анкона.
Население составляет 5995 человек (2008 г.), плотность населения составляет 279 чел./км². Занимает площадь 21 км². Почтовый индекс — 60030. Телефонный код — 0731.
В коммуне особо празднуется Рождество Пресвятой Богородицы. Покровителем коммуны почитается святой первомученик Стефан, празднование 26 декабря.

## Демография
Динамика населения:

## Администрация коммуны
- Официальный сайт: https://web.archive.org/web/20090707212406/http://www.maiolati.spontini.it/Engine/RAServePG.aspx